# Веллі-Гед (Алабама)
Веллі-Гед (англ. Valley Head) — місто (англ. town) в США, в окрузі Декальб штату Алабама. Населення — 577 осіб (2020).

## Географія
Веллі-Гед розташоване за координатами 34°33′34″ пн. ш. 85°37′14″ зх. д. / 34.55944° пн. ш. 85.62056° зх. д. (34.559507, -85.620579). За даними Бюро перепису населення США в 2010 році місто мало площу 8,99 км², з яких 8,98 км² — суходіл та 0,01 км² — водойми.

### Клімат
| Клімат : Веллі-Гед      | Клімат : Веллі-Гед | Клімат : Веллі-Гед | Клімат : Веллі-Гед | Клімат : Веллі-Гед | Клімат : Веллі-Гед | Клімат : Веллі-Гед | Клімат : Веллі-Гед | Клімат : Веллі-Гед | Клімат : Веллі-Гед | Клімат : Веллі-Гед | Клімат : Веллі-Гед | Клімат : Веллі-Гед | Клімат : Веллі-Гед |
| Показник                | Січ.               | Лют.               | Бер.               | Квіт.              | Трав.              | Черв.              | Лип.               | Серп.              | Вер.               | Жовт.              | Лист.              | Груд.              | Рік                |
| Абсолютний максимум, °C | 26,1               | 26,7               | 32,2               | 33,3               | 37,8               | 40,0               | 41,1               | 40,6               | 40,0               | 36,7               | 32,2               | 25,6               | 41,1               |
| Середній максимум, °C   | 9,6                | 12,1               | 16,7               | 21,5               | 25,7               | 29,6               | 31,4               | 31,2               | 28,1               | 22,6               | 18,0               | 10,9               | 21,5               |
| Середній мінімум, °C    | −2,5               | −1                 | 2,4                | 6,4                | 11,9               | 16,9               | 19,2               | 18,8               | 14,8               | 7,9                | 2,9                | −1,1               | 8,1                |
| Абсолютний мінімум, °C  | −26,1              | −27,8              | −20                | −11,1              | −2,2               | 1,7                | 7,2                | 7,2                | −1,7               | −7,2               | −18,9              | −22,2              | −27,8              |
| Норма опадів, мм        | 138                | 140                | 128                | 115                | 118                | 105                | 133                | 89                 | 112                | 87                 | 127                | 103                | 1395               |
| Днів з опадами          | 12                 | 12                 | 12                 | 11                 | 11                 | 12                 | 12                 | 10                 | 9                  | 8                  | 11                 | 12                 | 132,0              |
| ----------------------- | ------------------ | ------------------ | ------------------ | ------------------ | ------------------ | ------------------ | ------------------ | ------------------ | ------------------ | ------------------ | ------------------ | ------------------ | ------------------ |
| Джерело:                |                    |                    |                    |                    |                    |                    |                    |                    |                    |                    |                    |                    |                    |

## Демографія
Згідно з переписом 2010 року, у місті мешкало 558 осіб у 228 домогосподарствах у складі 155 родин. Густота населення становила 62 особи/км². Було 269 помешкань (30/км²).
Расовий склад населення:
| - 91,9 % — білих - 1,8 % — чорних або афроамериканців - 0,9 % — корінних американців - 0,2 % — азіатів - 2,3 % — осіб інших рас |

До двох чи більше рас належало 2,9 %. Частка іспаномовних становила 3,0 % від усіх жителів.
За віковим діапазоном населення розподілялося таким чином: 22,8 % — особи молодші 18 років, 63,8 % — особи у віці 18—64 років, 13,4 % — особи у віці 65 років та старші. Медіана віку мешканця становила 39,7 року. На 100 осіб жіночої статі у місті припадало 89,2 чоловіків; на 100 жінок у віці від 18 років та старших — 89,0 чоловіків також старших 18 років.
Середній дохід на одне домашнє господарство становив 37 753 долари США (медіана — 30 391), а середній дохід на одну сім'ю — 50 910 доларів (медіана — 47 727). Медіана доходів становила 28 750 доларів для чоловіків та 44 464 долари для жінок. За межею бідності перебувало 23,2 % осіб, у тому числі 20,7 % дітей у віці до 18 років та 17,6 % осіб у віці 65 років та старших.
Цивільне працевлаштоване населення становило 220 осіб. Основні галузі зайнятості: освіта, охорона здоров'я та соціальна допомога — 23,6 %, роздрібна торгівля — 18,6 %, виробництво — 18,6 %.